# 安氏間蠍魚
安氏間蝎魚（學名：Medialuna ancietae）為輻鰭魚綱日鱸目蠍魚科間蠍魚屬的其中一種，傳統上歸類於鱸形目舵魚科。
本魚分布於東南太平洋區，從秘魯至智利海域，棲息深度可達2公尺，本魚體粗短而側扁，頭小，體色深灰藍色，腹部顏色較淡，尾鰭截形，體被小櫛鱗，體重可達15公斤，棲息在沿海海域。